# Энгдаль, Бен
Бен Микаэль Энгдаль (швед. Ben Mikael Engdahl; род. 17 сентября 2003, Стокгольм) — шведский футболист, защитник клуба «Норшелланн».

## Клубная карьера
На юношеском уровне выступал за «Броммапойкарну». В январе 2020 года перешёл в стокгольмский «Хаммарбю», где начал выступать за юношескую команду клуба. Осенью 2021 года выступал в Юношеской лиге УЕФА, проведя обе встречи со сверстниками из шотландского «Рейнджерс», которые шведы проиграли с общим счётом 1:5. 7 ноября впервые попал в заявку основной команды на матч Алльсвенскана против «Эребру». Дебютировал в чемпионате Швеции 21 ноября в гостевой игре с «Дегерфорсом», выйдя на поле на 82-й минуте вместо Симона Сандберга.

## Карьера в сборной
Выступал за юношескую сборную Швеции. Дебютировал в её составе 4 августа 2019 года в товарищеском матче с Северной Ирландией. Энгдаль вышел на поле на 80-й минуте вместо Самуэля Даля и в компенсированное ко второму тайму время с передачи Йеспера Толинссона установил окончательный счёт в матче — 4:0 в пользу шведов.
13 ноября 2021 года впервые сыграл за сборную до 19 лет в матче отборочного раунда к чемпионату Европы против Андорры.

## Клубная статистика
| Выступление      | Выступление      | Выступление      | Лига | Лига | Кубки | Кубки | Конт. кубки | Конт. кубки | Итого | Итого |
| Клуб             | Лига             | Сезон            | Игры | Голы | Игры  | Голы  | Игры        | Голы        | Игры  | Голы  |
| ---------------- | ---------------- | ---------------- | ---- | ---- | ----- | ----- | ----------- | ----------- | ----- | ----- |
| Хаммарбю         | Алльсвенскан     | 2021             | 1    | 0    | 0     | 0     | 0           | 0           | 1     | 0     |
| Хаммарбю         | Итого            | Итого            | 1    | 0    | 1     | 0     | 0           | 0           | 2     | 0     |
| Всего за карьеру | Всего за карьеру | Всего за карьеру | 1    | 0    | 0     | 0     | 0           | 0           | 1     | 0     |